# Torneo di Wimbledon 1946
Il Torneo di Wimbledon 1946 è stata la 60ª edizione del Torneo di Wimbledon e terza prova stagionale dello Slam per il 1946. Si è giocato sui campi in erba dell'All England Lawn Tennis and Croquet Club di Wimbledon a Londra, in Gran Bretagna.

## Risultati

### Singolare maschile
Yvon Petra ha battuto in finale  Geoff Brown con il punteggio di 6–2 6–4 7–9 5–7 6–4.

### Singolare femminile
Pauline Betz Addie ha battuto in finale  Louise Brough Clapp con il punteggio di 6–2, 6–4.

### Doppio maschile
Tom Brown /  Jack Kramer hanno battuto in finale  Geoff Brown /  Dinny Pails con il punteggio di 6–4, 6–4, 6–2.

### Doppio femminile
Louise Brough /  Margaret Osborne hanno battuto in finale  Pauline Betz /  Doris Hart con il punteggio di 6–3, 2–6, 6–3.

### Doppio misto
Louise Brough /  Tom Brown hanno battuto in finale  Dorothy Cheney /  Geoff Brown con il punteggio di 6–4, 6–4.